# 下伊贝格
下伊贝格（德語：Unteriberg）是瑞士联邦施维茨州施维茨区的市镇。该市镇面积为46.7平方千米，海拔高度925米，2018年12月31日人口数为2,395。